# Kenny Jönsson
Kenny Jönsson (* 6. října 1974) je bývalý švédský profesionální hokejista naposledy hrající nejvyšší švédskou ligu za tým Rögle BK.

## Hráčská kariéra
Svou profesionální kariéru zahájil v roce 1992 v týmu švédské ligy Rögle BK. V roce 1993 byl draftován jako číslo 12 do týmu severoamerické NHL Toronto Maple Leafs, kam přestoupil v roce 1994. V NHL odehrál deset sezón v Torontu a později v týmu New York Islanders, celkem 686 zápasů. Během výluky NHL v sezóně 2004–05 se vrátil do Evropy do Rogle hrajícího tehdy druhou švédskou ligu, kde pak již překvapivě zůstal až do konce kariéry. Tu ukončil po mistrovství světa 2009 v čtyřiatřiceti letech, když jako důvod uvedl ztrátu motivace.
Se švédskou reprezentací získal Kenny Jönsson dvě zlaté olympijské medaile v letech 1994 a 2006. V roce 2006 vyhrál anketu o hokejistu roku ve švédské lize (Zlatý puk).

## Klubové statistiky
| Sezona      | Klub                   | Soutěž      | Základní část | Základní část | Základní část | Základní část | Základní část | Play off | Play off | Play off | Play off | Play off |
| Sezona      | Klub                   | Soutěž      | Z             | G             | A             | B             | TM            | Z        | G        | A        | B        | TM       |
| ----------- | ---------------------- | ----------- | ------------- | ------------- | ------------- | ------------- | ------------- | -------- | -------- | -------- | -------- | -------- |
| 1992/93     | Rögle BK               | SEL         | 39            | 3             | 10            | 13            | 42            | —        | —        | —        | —        | —        |
| 1993/94     | Rögle BK               | SEL         | 36            | 4             | 13            | 17            | 40            | —        | —        | —        | —        | —        |
| 1994/95     | Rögle BK               | SEL         | 8             | 3             | 1             | 4             | 20            | —        | —        | —        | —        | —        |
| 1994/95     | St. John's Maple Leafs | AHL         | 10            | 2             | 5             | 7             | 2             | —        | —        | —        | —        | —        |
| 1994/95     | Toronto Maple Leafs    | NHL         | 39            | 2             | 7             | 9             | 16            | 4        | 0        | 0        | 0        | 0        |
| 1995/96     | Toronto Maple Leafs    | NHL         | 50            | 4             | 22            | 26            | 22            | —        | —        | —        | —        | —        |
| 1995/96     | New York Islanders     | NHL         | 16            | 0             | 4             | 4             | 10            | —        | —        | —        | —        | —        |
| 1996/97     | New York Islanders     | NHL         | 81            | 3             | 18            | 21            | 24            | —        | —        | —        | —        | —        |
| 1997/98     | New York Islanders     | NHL         | 81            | 14            | 26            | 40            | 58            | —        | —        | —        | —        | —        |
| 1998/99     | New York Islanders     | NHL         | 63            | 8             | 18            | 26            | 34            | —        | —        | —        | —        | —        |
| 1999/00     | New York Islanders     | NHL         | 65            | 1             | 24            | 25            | 32            | —        | —        | —        | —        | —        |
| 2000/01     | New York Islanders     | NHL         | 65            | 8             | 21            | 29            | 30            | —        | —        | —        | —        | —        |
| 2001/02     | New York Islanders     | NHL         | 76            | 10            | 22            | 32            | 26            | 5        | 1        | 2        | 3        | 4        |
| 2002/03     | New York Islanders     | NHL         | 71            | 8             | 18            | 26            | 24            | 5        | 0        | 1        | 1        | 0        |
| 2003/04     | New York Islanders     | NHL         | 79            | 5             | 24            | 29            | 22            | 5        | 0        | 0        | 0        | 2        |
| 2004/05     | Rögle BK               | Swe.1       | 11            | 3             | 7             | 10            | 12            | —        | —        | —        | —        | —        |
| 2005/06     | Rögle BK               | Swe.1       | 29            | 6             | 12            | 18            | 55            | —        | —        | —        | —        | —        |
| 2006/07     | Rögle BK               | Swe.1       | 14            | 4             | 17            | 21            | 12            | —        | —        | —        | —        | —        |
| 2007/08     | Rögle BK               | Swe.1       | 34            | 12            | 28            | 40            | 26            | —        | —        | —        | —        | —        |
| 2008/09     | Rögle BK               | SEL         | 47            | 6             | 24            | 30            | 26            | —        | —        | —        | —        | —        |
| SEL celkově | SEL celkově            | SEL celkově | 130           | 16            | 48            | 64            | 128           | 13       | 2        | 5        | 7        | 16       |
| NHL celkově | NHL celkově            | NHL celkově | 686           | 63            | 204           | 267           | 298           | 19       | 1        | 3        | 4        | 6        |